# Lista de freguesias do Ave
Esta é uma lista de freguesias da subregião do Ave, ordenadas alfabeticamente dentro de cada município e por população dos anos de 2011 e 2021, através dos censos.
A subregião do Ave pertence à Região do Norte, que registou, através dos censos de 2021, uma população de 418.531 habitantes, dividido entre 8 municípios e em 189 freguesias.

## Freguesias por município
O Ave é uma subregião dividido entre 8 municípios, sendo o município de Guimarães com o maior número de fregesias da subregião, tendo 69 freguesias, e o munícipo de Vizela com o menor número de fregesias da subregião, tendo 5 freguesias.
| Município              | Número de Freguesias |
| ---------------------- | -------------------- |
| Cabeceiras de Basto    | 12                   |
| Fafe                   | 25                   |
| Guimarães              | 69                   |
| Mondim de Basto        | 6                    |
| Póvoa de Lanhoso       | 22                   |
| Vieira do Minho        | 16                   |
| Vila Nova de Famalicão | 34                   |
| Vizela                 | 5                    |
| Ave                    | 189                  |

## Lista de freguesias
Esta é uma lista de todas as 189 freguesias da subregião do Ave.
| Freguesia                                         | Município              | População | População |
| Freguesia                                         | Município              | 2011      | 2021      |
| ------------------------------------------------- | ---------------------- | --------- | --------- |
| Abadim                                            | Cabeceiras de Basto    | 571       | 472       |
| Alvite e Passos                                   | Cabeceiras de Basto    | 1.184     | 1.039     |
| Arco de Baúlhe e Vila Nune                        | Cabeceiras de Basto    | 2.048     | 1.951     |
| Basto                                             | Cabeceiras de Basto    | 938       | 893       |
| Bucos                                             | Cabeceiras de Basto    | 554       | 469       |
| Cabeceiras de Basto                               | Cabeceiras de Basto    | 711       | 616       |
| Cavez                                             | Cabeceiras de Basto    | 1.268     | 1.133     |
| Faia                                              | Cabeceiras de Basto    | 558       | 556       |
| Gondiães e Vilar de Cunhas                        | Cabeceiras de Basto    | 421       | 347       |
| Pedraça                                           | Cabeceiras de Basto    | 760       | 694       |
| Refojos de Basto, Outeiro e Painzela              | Cabeceiras de Basto    | 6.755     | 6.574     |
| Rio Douro                                         | Cabeceiras de Basto    | 942       | 816       |
| Aboim, Felgueiras, Gontim e Pedraído              | Fafe                   | 826       | 773       |
| Agrela e Serafão                                  | Fafe                   | 1.180     | 1.208     |
| Antime e Silvares (São Clemente)                  | Fafe                   | 2.046     | 1.942     |
| Ardegão, Arnozela e Seidões                       | Fafe                   | 1.083     | 949       |
| Armil                                             | Fafe                   | 7.35      | 687       |
| Cepães e Fareja                                   | Fafe                   | 2.265     | 2.153     |
| Estorãos                                          | Fafe                   | 1.508     | 1.540     |
| Fafe                                              | Fafe                   | 15.703    | 15.456    |
| Fornelos                                          | Fafe                   | 1.374     | 1.352     |
| Freitas e Vila Cova                               | Fafe                   | 804       | 748       |
| Golães                                            | Fafe                   | 2.135     | 2.025     |
| Medelo                                            | Fafe                   | 1.602     | 1.544     |
| Monte e Queimadela                                | Fafe                   | 801       | 659       |
| Moreira do Rei e Várzea Cova                      | Fafe                   | 2.025     | 1.656     |
| Paços                                             | Fafe                   | 1.076     | 1.015     |
| Quinchães                                         | Fafe                   | 2.278     | 2.171     |
| Regadas                                           | Fafe                   | 1.661     | 1.538     |
| Revelhe                                           | Fafe                   | 849       | 788       |
| Ribeiros                                          | Fafe                   | 640       | 545       |
| Santa Cristina de Arões                           | Fafe                   | 1.538     | 1.551     |
| São Gens                                          | Fafe                   | 1.703     | 1.643     |
| São Martinho de Silvares                          | Fafe                   | 1.325     | 1.256     |
| São Romão de Arões                                | Fafe                   | 3.295     | 3.293     |
| Travassós                                         | Fafe                   | 1.539     | 1.444     |
| Vinhós                                            | Fafe                   | 642       | 570       |
| Aldão                                             | Guimarães              | 1.293     | 1.277     |
| Azurém                                            | Guimarães              | 8.348     | 9.076     |
| Barco                                             | Guimarães              | 1.510     | 1.438     |
| Brito                                             | Guimarães              | 4.939     | 4.773     |
| Caldelas                                          | Guimarães              | 5.723     | 6.308     |
| Costa                                             | Guimarães              | 5.155     | 5.401     |
| Creixomil                                         | Guimarães              | 9.641     | 9.703     |
| Fermentões                                        | Guimarães              | 5.707     | 5.731     |
| Gonça                                             | Guimarães              | 1.051     | 955       |
| Gondar                                            | Guimarães              | 2.837     | 2.580     |
| Guardizela                                        | Guimarães              | 2.474     | 2.445     |
| Infantas                                          | Guimarães              | 1.764     | 1.741     |
| Longos                                            | Guimarães              | 1.372     | 1.334     |
| Lordelo                                           | Guimarães              | 4.287     | 3.977     |
| Mesão Frio                                        | Guimarães              | 4.173     | 4.164     |
| Moreira de Cónegos                                | Guimarães              | 4.853     | 4.651     |
| Nespereira                                        | Guimarães              | 2.578     | 2.594     |
| Pencelo                                           | Guimarães              | 1.258     | 1.221     |
| Pinheiro                                          | Guimarães              | 1.234     | 1.138     |
| Polvoreira                                        | Guimarães              | 3.495     | 3.544     |
| Ponte                                             | Guimarães              | 6.610     | 6.686     |
| Ronfe                                             | Guimarães              | 4.462     | 4.493     |
| Santa Eufémia de Prazins                          | Guimarães              | 1.221     | 1.267     |
| São Cristóvão de Selho                            | Guimarães              | 2.357     | 2.138     |
| São Jorge de Selho                                | Guimarães              | 5.729     | 5.927     |
| São Martinho de Candoso                           | Guimarães              | 1.340     | 1.235     |
| São Martinho de Sande                             | Guimarães              | 2.533     | 2.239     |
| São Torcato                                       | Guimarães              | 3.373     | 3.348     |
| Serzedelo                                         | Guimarães              | 3.630     | 3.422     |
| Silvares                                          | Guimarães              | 2.282     | 2.253     |
| Urgezes                                           | Guimarães              | 5.259     | 5.519     |
| Abação e Gémeos                                   | Guimarães              | 2.694     | 2.684     |
| Airão Santa Maria, Airão São João e Vermil        | Guimarães              | 3.657     | 3.214     |
| Arosa e Castelões                                 | Guimarães              | 809       | 701       |
| Atães e Rendufe                                   | Guimarães              | 2.630     | 2.579     |
| Briteiros Santo Estêvão e Donim                   | Guimarães              | 2.089     | 2.023     |
| Briteiros São Salvador e Briteiros Santa Leocádia | Guimarães              | 1.799     | 1.685     |
| Candoso São Tiago e Mascotelos                    | Guimarães              | 3.794     | 3.809     |
| Conde e Gandarela                                 | Guimarães              | 2.452     | 2.464     |
| Leitões, Oleiros e Figueiredo                     | Guimarães              | 1.466     | 1.438     |
| Oliveira, São Paio e São Sebastião                | Guimarães              | 8.137     | 7.847     |
| Prazins Santo Tirso e Corvite                     | Guimarães              | 1.876     | 1.940     |
| Sande São Lourenço e Balazar                      | Guimarães              | 1.537     | 1.583     |
| Sande Vila Nova e Sande São Clemente              | Guimarães              | 3.434     | 3.307     |
| Selho São Lourenço e Gominhães                    | Guimarães              | 2.293     | 2.273     |
| Serzedo e Calvos                                  | Guimarães              | 2.284     | 2.269     |
| Souto Santa Maria, Souto São Salvador e Gondomar  | Guimarães              | 2.096     | 2.044     |
| Tabuadelo e São Faustino                          | Guimarães              | 2.553     | 2.414     |
| Atei                                              | Mondim de Basto        | 1.352     | 1.144     |
| Bilhó                                             | Mondim de Basto        | 546       | 429       |
| Campanhó e Paradança                              | Mondim de Basto        | 721       | 600       |
| Ermelo e Pardelhas                                | Mondim de Basto        | 465       | 378       |
| São Cristóvão de Mondim de Basto                  | Mondim de Basto        | 3.273     | 2.971     |
| Vilar de Ferreiros                                | Mondim de Basto        | 1.136     | 888       |
| Águas Santas e Moure                              | Póvoa de Lanhoso       | 659       | 589       |
| Calvos e Frades                                   | Póvoa de Lanhoso       | 753       | 742       |
| Campos e Louredo                                  | Póvoa de Lanhoso       | 1.485     | 1.391     |
| Covelas                                           | Póvoa de Lanhoso       | 416       | 406       |
| Esperança e Brunhais                              | Póvoa de Lanhoso       | 652       | 608       |
| Ferreiros                                         | Póvoa de Lanhoso       | 416       | 410       |
| Fonte Arcada e Oliveira                           | Póvoa de Lanhoso       | 1.672     | 1.629     |
| Galegos                                           | Póvoa de Lanhoso       | 543       | 559       |
| Garfe                                             | Póvoa de Lanhoso       | 1.000     | 983       |
| Geraz do Minho                                    | Póvoa de Lanhoso       | 546       | 544       |
| Lanhoso                                           | Póvoa de Lanhoso       | 720       | 766       |
| Monsul                                            | Póvoa de Lanhoso       | 770       | 713       |
| Póvoa de Lanhoso                                  | Póvoa de Lanhoso       | 5.048     | 5.623     |
| Rendufinho                                        | Póvoa de Lanhoso       | 736       | 650       |
| Santo Emilião                                     | Póvoa de Lanhoso       | 926       | 825       |
| São João de Rei                                   | Póvoa de Lanhoso       | 401       | 365       |
| Serzedelo                                         | Póvoa de Lanhoso       | 719       | 738       |
| Sobradelo da Goma                                 | Póvoa de Lanhoso       | 794       | 695       |
| Taíde                                             | Póvoa de Lanhoso       | 1.613     | 1.683     |
| Travassos                                         | Póvoa de Lanhoso       | 698       | 605       |
| Verim, Friande e Ajude                            | Póvoa de Lanhoso       | 736       | 655       |
| Vilela                                            | Póvoa de Lanhoso       | 615       | 596       |
| Anissó e Soutelo                                  | Vieira do Minho        | 392       | 345       |
| Anjos e Vilar Chão                                | Vieira do Minho        | 589       | 565       |
| Caniçada e Soengas                                | Vieira do Minho        | 603       | 517       |
| Cantelães                                         | Vieira do Minho        | 828       | 740       |
| Eira Vedra                                        | Vieira do Minho        | 702       | 617       |
| Guilhofrei                                        | Vieira do Minho        | 961       | 898       |
| Louredo                                           | Vieira do Minho        | 436       | 394       |
| Mosteiro                                          | Vieira do Minho        | 774       | 688       |
| Parada de Bouro                                   | Vieira do Minho        | 469       | 400       |
| Pinheiro                                          | Vieira do Minho        | 447       | 372       |
| Rossas                                            | Vieira do Minho        | 1.673     | 1.468     |
| Ruivães e Campos                                  | Vieira do Minho        | 923       | 773       |
| Salamonde                                         | Vieira do Minho        | 387       | 343       |
| Tabuaças                                          | Vieira do Minho        | 919       | 887       |
| Ventosa e Cova                                    | Vieira do Minho        | 659       | 577       |
| Vieira do Minho                                   | Vieira do Minho        | 2.239     | 2.372     |
| Antas e Abade de Vermoim                          | Vila Nova de Famalicão | 7.362     | 8.195     |
| Arnoso (Santa Maria e Santa Eulália) e Sezures    | Vila Nova de Famalicão | 3.543     | 3.528     |
| Avidos e Lagoa                                    | Vila Nova de Famalicão | 2.653     | 2.537     |
| Bairro                                            | Vila Nova de Famalicão | 3.598     | 3.197     |
| Brufe                                             | Vila Nova de Famalicão | 2.231     | 2.295     |
| Carreira e Bente                                  | Vila Nova de Famalicão | 2.576     | 2.353     |
| Castelões                                         | Vila Nova de Famalicão | 2.021     | 2.083     |
| Cruz                                              | Vila Nova de Famalicão | 1.738     | 1.654     |
| Delães                                            | Vila Nova de Famalicão | 3.917     | 3.981     |
| Esmeriz e Cabeçudos                               | Vila Nova de Famalicão | 3.684     | 3.616     |
| Fradelos                                          | Vila Nova de Famalicão | 3 914     | 3.895     |
| Gavião (Vila Nova de Famalicão)                   | Vila Nova de Famalicão | 3.747     | 3.890     |
| Gondifelos, Cavalões e Outiz                      | Vila Nova de Famalicão | 4.890     | 5.131     |
| Joane                                             | Vila Nova de Famalicão | 8.089     | 7.946     |
| Landim                                            | Vila Nova de Famalicão | 2.834     | 2.838     |
| Lemenhe, Mouquim e Jesufrei                       | Vila Nova de Famalicão | 3.217     | 3.142     |
| Louro                                             | Vila Nova de Famalicão | 2.250     | 2.213     |
| Lousado                                           | Vila Nova de Famalicão | 4.057     | 3.884     |
| Mogege                                            | Vila Nova de Famalicão | 1.943     | 1.876     |
| Nine                                              | Vila Nova de Famalicão | 2.974     | 3.019     |
| Oliveira (Santa Maria)                            | Vila Nova de Famalicão | 3.240     | 3.279     |
| Oliveira (São Mateus)                             | Vila Nova de Famalicão | 2.714     | 2.418     |
| Pousada de Saramagos                              | Vila Nova de Famalicão | 2.120     | 1.998     |
| Pedome                                            | Vila Nova de Famalicão | 2.234     | 2.179     |
| Requião                                           | Vila Nova de Famalicão | 3.376     | 3.197     |
| Riba de Ave                                       | Vila Nova de Famalicão | 3.425     | 3.195     |
| Ribeirão                                          | Vila Nova de Famalicão | 8.828     | 9.062     |
| Ruivães e Novais                                  | Vila Nova de Famalicão | 3.012     | 2.810     |
| Seide                                             | Vila Nova de Famalicão | 1.542     | 1.514     |
| Vale (São Cosme), Telhado e Portela               | Vila Nova de Famalicão | 5.401     | 5.242     |
| Vale (São Martinho)                               | Vila Nova de Famalicão | 2.081     | 2.038     |
| Vermoim                                           | Vila Nova de Famalicão | 2.930     | 2.949     |
| Vila Nova de Famalicão e Calendário               | Vila Nova de Famalicão | 20.145    | 20.935    |
| Vilarinho das Cambas                              | Vila Nova de Famalicão | 1.366     | 1.485     |
| Caldas de Vizela (São Miguel e São João)          | Vizela                 | 10.633    | 11.073    |
| Infias                                            | Vizela                 | 1.840     | 1.812     |
| Santa Eulália                                     | Vizela                 | 5.619     | 5.390     |
| Santo Adrião de Vizela                            | Vizela                 | 2.280     | 2.265     |
| Tagilde e Vizela (São Paio)                       | Vizela                 | 3.364     | 3.361     |

1. ↑  INE (2021). «População do Alto Minho»
2. ↑  Diário da República, Reorganização administrativa do território das freguesias, Lei n.º 11-A/2013, de 28 de janeiro, Anexo I. Acedido a 19 de julho de 2013.
3. ↑  Diário da República, Reorganização administrativa do território das freguesias, Lei n.º 11-A/2013, de 28 de janeiro, Anexo I. Acedido a 19 de julho de 2013.
4. ↑  Diário da República, Reorganização administrativa do território das freguesias, Lei n.º 11-A/2013, de 28 de janeiro, Anexo I. Acedido a 19 de julho de 2013.